# Georg von Reutter (figlio)
Georg von Reutter (Vienna, battezzato 6 aprile 1708 – Vienna, 11 marzo 1772) è stato un compositore austriaco.

## Biografia
Nonostante egli fosse stato battezzato con il nome di Joannes Adamus Josephus Carolus Georgius durante la sua vita firmò usando solamente il suo quinto nome (ad es. La Musica di me Giorgio Reutter). Egli nacque come l'undicesimo di quattordici figli di Georg von Reutter, Kapellmeister (maestro di cappella) del Stephansdom (la Chiesa di Santo Stefano, cattedrale di Vienna), il quale gli impartì i primi rudimenti musicali; completò successivamente la propria formazione sotto l'insegnamento di Antonio Caldara. Nel 1726 scrisse la sua prima composizione, l'oratorio Die Grablegung Christ, il quale l'anno successivo fu seguito dal suo primo lavoro operistico, Archidamia. In questo periodo richiese più volte di diventare organista di corte, ma la sua istanza fu sempre respinta da Johann Joseph Fux. Quindi nel 1730 decise d'intraprendere un viaggio in Italia: in febbraio fu a Venezia e in aprile a Roma. Tornato nella città natale in autunno riuscì ad ottenere la posizione come compositore di corte.
Grazie agli insegnamenti impartiti da Caldara e al suo viaggio culturale in Italia, Reutter acquisì una sicura conoscenza del moderno stile operistico e questo gli permise di stabilire la propria reputazione di operista a Vienna nella decennio seguente; i suoi lavori teatrali venivano rappresentati nelle varie sale dell'Hofburg e nella residenza estiva imperiale a Laxenburg. Nel 1731 sposò Ursula Theresia Holzhauser, una cantante di corte, dalla quale ebbe due figli, Karl ed Elisabeth Christina.
Nel 1738 suo padre morì e Reutter gli succedette nella carica di maestro di cappella titolare della cattedrale viennese, cambiando così dall'attività di operista a quella di compositore e amministratore di musica sacra. Durante la sua attività di kapellmeister ammise nel coro della cattedrale i giovani Joseph e Michael Haydn e Ignaz Holzbauer. Contemporaneamente maturò una crescente influenza ed autorità nella corte imperiale: a partire dal 1741, dopo la morte di Fux, assistette il primo kapellmeister Luca Antonio Predieri, nel 1747 fu ufficialmente nominato vice-kapellmeister della cappella di corte e 1751 primo kapellmeister provvisorio. Nel 1756 affiancò alla già sua posizione di maestro di cappella titolare della cattedrale anche quella dei vice-maestro. Nel 1769 infine fu nominato formalmente kapellmeister di corte.

## Considerazioni sull'artista
Reutter fu uno dei compositori di musica sacra più stimati del XVIII secolo. Egli scrisse oltre 500 lavori, i quali comprendono: messe con accompagnamenti orchestrali elaborati, una messa a cappella, sei requiem e circa 300 mottetti, offertori e salmi. Nelle sue ultime composizioni chiesastiche è possibile intravedere elementi tipici che caratterizzavano i lavori di compositori successivi, come Franz Joseph Haydn, Wolfgang Amadeus Mozart e Ludwig van Beethoven, come il bilanciamento fra le parti solistiche e corali e la coloratura della parola e delle parti strumentali. Nonostante egli sia stato in vita e nel secolo successivo largamente rispettato e apprezzato a Vienna, oggi la sua figura di compositore di musica sacra è scarsamente valutata.
Reutter ebbe inoltre la sfortuna di essere attivo nella capitale austriaca in un periodo di decadenza della cappella musicale della corte imperiale: nonostante dopo la morte Fux egli avesse ringiovanito i gusti musicali di corte, l'ascesa al trono di Maria Teresa nel 1740 e la conseguente Guerra di successione austriaca, portarono dei tagli ai finanziamenti annuali per la cappella musicale, governata da Reutter. Ciò provocò un costante decremento delle rappresentazioni operistiche e sacre. A peggiorare la situazione si aggiunse l'enciclica papale Annus qui (1749) che cercava di restringere il ruolo degli strumenti nelle funzioni religiose e favorì dunque l'esecuzioni alla romana, ossia a cappella, così come vuole la tradizione della Cappella Sistina. Reutter ebbe il merito di esser riuscito, nonostante la delibera papale, a conservare la tradizionale musica sacra viennese accompagnata da strumenti.
L'influenza di Reutter nei circoli musicali di corte iniziò a manifestarsi a partire dal 1760; esemplare fu la disputa che ebbe con il conte Giacomo Durazzo, nuovo direttore della musica da camera di corte, il quale mirava ad accrescere il ruolo di Christoph Willibald Gluck nell'ambiente musicale viennese, e ciò si concluse a favore di Reutter.
Al pari della musica sacra ebbero importanza anche i suoi lavori operistici, i quali continuano la tradizione delle opere di Fux e Caldara. Essi venivano progettati per promuovere lo splendore della corte asburgica.

## Composizioni

### Opere
- Archidamia (festa teatrale, libretto di Giovanni Claudio Pasquini, 1727, Vienna)
- La forza dell'amicizia (dramma per musica, libretto di Giovanni Claudio Pasquini, 1728, Graz; in collaborazione con un Antonio Caldara)
- La magnanimità di Alessandro (libretto di Giovanni Claudio Pasquini, 1729, Vienna)
- Alcide trasformato in dio (dramma per musica, 1729, Vienna)
- La pazienza di Socrate con due moglie (scherzo drammatico, libretto di Niccolò Minato, 1731, Vienna; in collaborazione con Antonio Caldara)
- La generosità di Artaserse con Temistocle (1° atto) (dramma per musica, libretto di Giovanni Claudio Pasquini, 1731, Vienna)
- Il Tempo e la Verità (libretto di Giovanni Claudio Pasquini, 1731, Vienna)
- Pastorale a 2 voci (libretto di Giovanni Claudio Pasquini, 1732, Vienna)
- Alessandro il Grande (festa di musica, libretto di Giovanni Claudio Pasquini, 1732, Vienna)
- Zenobia (festa teatrale, libretto di Giovanni Claudio Pasquini, 1732, Neu-Wartenburg)
- Ciro in Armenia (festa teatrale, libretto di Giovanni Claudio Pasquini, 1733, Vienna)
- La gratitudine di Mitridate (libretto di Giovanni Claudio Pasquini, 1734, Vienna)
- Dafne (festa teatrale, libretto di Giovanni Claudio Pasquini, 1734, Vienna)
- Il Palladio conservato (azione teatrale, libretto di Pietro Metastasio, 1735, Vienna)
- Il sacrifizio in Aulide (festa teatrale, libretto di Pietro Pariati, 1735, Vienna)
- Diana vendicata (festa teatrale, libretto di Giovanni Claudio Pasquini, 1736, Vienna)
- Statira (libretto di Apostolo Zeno e Pietro Pariati, 1736, Vienna)
- Il Parnasso accusato e difeso (festa teatrale, libretto di Pietro Metastasio, 1738, Vienna)
- L'alloro illustrato (festa teatrale, libretto di Giovanni Claudio Pasquini, 1738, Vienna)
- L'eroina d'Argo (libretto di Giovanni Claudio Pasquini, 1739, Vienna)
- L'amor prigioniero (dialogo, libretto di Pietro Metastasio, 1741, Vienna)
- La rispettosa tenerezza (libretto di Pietro Metastasio, 1750, Vienna)
- Il tributo di Rispetto e d'Amore (libretto di Pietro Metastasio, 1754, Burgtheater di Vienna)
- La gara (componimento drammatico, libretto di Pietro Metastasio, 1755, Burgtheater di Vienna)
- Le grazie vendicate (libretto di Pietro Metastasio, 1758, Vienna)